# Instytut Technologii Drewna
Instytut Technologii Drewna (w skrócie ITD, ang. Wood Technology Institute) – instytut badawczy z siedzibą w Poznaniu, podlegający Ministerstwu Nauki i Szkolnictwa Wyższego. 1 kwietnia 2019 został włączony do Sieci Badawczej Łukasiewicz.
Instytut zajmuje się kompleksowo zagadnieniami dotyczącymi zastosowania i przerobu drewna oraz tworzenia materiałów wykorzystujących surowiec drzewny, jak i odpady drzewne. W Instytucie prowadzone są prace badawcze i rozwojowe, wdrożeniowe oraz projektowe, a także normalizacyjne w zakresie drzewnictwa.

## Historia
Początki Instytutu sięgają lat 50. XX w., kiedy to został utworzony w Bydgoszczy na mocy Ustawy z dnia 8 stycznia 1951 o tworzeniu instytutów naukowo-badawczych dla potrzeb gospodarki narodowej oraz Zarządzenia Ministra Leśnictwa z dnia 8 listopada 1951 roku, wchodzącego w życie z dniem 1 stycznia 1952 roku. Wkrótce na mocy Uchwały Rady Ministrów z dnia 24 stycznia 1953 dokonano formalnego przeniesienia jednostki do Poznania, który oferował większe możliwości pozyskiwania wysoko wykwalifikowanej kadry naukowej. Pierwszym dyrektorem ITD był Wacław Kontek, wcześniejszy wicedyrektor IBL w Warszawie. Początkowo Instytut podnajmował pomieszczenia od Ekspozytorium Państwowej Centrali Drzewnej w Poznaniu przy ulicy Ratajczaka 19 i dopiero w 1958 otrzymał do użytku nowy budynek przy ulicy Winiarskiej 1, gdzie mieści się do dzisiaj.

## Struktura i członkostwa
W Instytucie funkcjonuje 8 zakładów badawczych:
- Zakład Badania i Zastosowań Drewna,
- Zakład Biokompozytów,
- Zakład Badania Mebli,
- Zakład Badania Powierzchni,
- Zakład Ochrony Środowiska i Chemii Drewna,
- Zakład Ochrony Drewna,
- Zakład Bioenergii,
- Zakład Ekonomiki Drzewnictwa.

Pracę Instytutu wspierają także:
- podzielone na 9 sekcji akredytowane Laboratorium Badania Drewna, Materiałów Drewnopochodnych, Opakowań, Mebli, Konstrukcji i Obrabiarek[9],
- akredytowane Centrum Certyfikacji Wyrobów Przemysłu Drzewnego[10].

Instytut jest członkiem m.in.: Instytutu Autostrada Technologii i Innowacji (IATI), Ogólnopolskiej Izby Gospodarczej Producentów Mebli, Ponadregionalnego Centrum Naukowo-Badawczego POLINTEGRA, Klubu Polskich Laboratoriów Badawczych, Polskiej Izby Biomasy, Polskiej Izby Gospodarczej Przemysłu Drzewnego, Polskiej Platformy Technologicznej Biogospodarki, Polskiej Platformy Technologicznej Budownictwa, Polskiej Platformy Technologicznej Sektora Leśno-Drzewnego, Polskiej Platformy Technologicznej Środowiska, Polskiej Rada Pelletu, Polskiego Instytutu Technologii, Polskiego Stowarzyszenia Budownictwa Ekologicznego oraz Rady Głównej Instytutów Badawczych.
Pracownicy ITD działają także w kilkunastu Komitetach Technicznych Polskiego Komitetu Normalizacyjnego.

## Wydawnictwo i biblioteka
Nakładem wydawnictwa ITD ukazały się jedyne słowniki drzewne:
- M. Wnuk, Podręczny słownik drzewny niemiecko-polski, Poznań 1999,
- W. Staszak, Podręczny słownik drzewny angielsko-polski, Poznań 1985,
- Ł. Radecka, M. Abramowicz, Podręczny słownik drzewny rosyjsko-polski (z indeksem terminów polskich), Poznań 1978.

Wydawnictwo Instytutu publikuje także opracowania monograficzne, a od 2003 również czasopismo „Drewno. Prace naukowe. Doniesienia. Komunikaty”, będące kontynuacją kwartalnika „Prace Instytutu Technologii Drewna”, powstałego w 1954 roku. „Drewno” jest czasopismem anglojęzycznym, wydawanym dwa razy do roku w otwartym dostępie, które w 2009 zostało włączone do bazy Science Citation Index Expanded i od 2010 ma naliczony wskaźnik Impact Factor.
W działającej w Instytucie bibliotece gromadzone i opracowywane są wydawnictwa zwarte oraz ciągłe z zakresu drzewnictwa, w tym pozycje obcojęzyczne. Biblioteka ITD dysponuje również zbiorem norm dotyczących zagadnień związanych z drewnem (polskich, europejskich i międzynarodowych) oraz komputerową bazą norm – DREWINF-NORM.